# 向江璋悦
向江 璋悦（むかえ てるよし、1910年2月19日 - 1980年3月25日）は、元検察官、弁護士、刑事法学者である。自他共に認める司法試験の神様としてまた死刑廃止論者として著名。

## 経歴
1910年石川県羽咋市に生まれる。粟ノ保村立尋常小学校卒業後、大阪の薬局でぼんさん生活（いわゆる丁稚生活）を送る。薬局を辞め、パイプ工場に勤務しながら私立成器商業学校夜間部で学ぶ。その後、上宮中学校（旧制）に転学し4年で修了する。上京し専修大学予科に入学するも中央大学に転学。1934年有志で中央大学真法会を創設。1935年の高等文官試験司法科試験を2番で合格する。1936年3月・中央大学法学部卒業。司法官試補を経て検察官となり、思想検事系列に名を連ねる。1946年検察官をやめ弁護士登録する。
戦後は著名な刑事弁護士として活躍し種々の著名事件で無罪判決を獲得した。“特捜殺し”の異名をもつ。さらに、後進育成にも多大なる貢献をなす。また、刑事法研究者としての側面もあり、「死刑廃止論の研究」により中央大学から法学博士の学位を受ける。

## 特記事項

### 司法試験に関して
戦後一貫して逝去する寸前まで、中央大学真法会役員（後に会長）として司法試験受験指導に対してまさに全力投球してきたことを指摘しないわけにはいかない。真法会主催の答案練習会は中央大学関係者以外にも広く解放したことは当時としては画期的なことであった。また、試験制度が“改悪”されそうになれば全力で阻止することはもとより常に恵まれない境遇で受験生活を続ける者に対して叱咤・激励をしてきた。なお、向江は司法試験受験指導にあっては指導に関する金銭を受け取らないことを信条にしていた。それは、「教育は愛情によらねばならず、そのためには金銭の授受があってはならない」と説いていたことからも明らかである。

### 死刑廃止論者として
向江が語るところによれば、戦前、検察官であったころ死刑執行立会経験があった。
そこでの経験から死刑は何の効果もなく国家のマスターベーションにすぎないと非難する。戦前ではあるが、死刑執行の現場に立ち会ったことのある法律家として死刑廃止論を提唱した点は注目すべきところである。また、大島渚による『絞死刑』（ATG)では監修者として映画撮影に全面的に協力した。

## 著書
- 『死刑廃止論の研究』（法学書院）
- 『法曹漫歩』（法学書院）
- 『法曹を志す人々へ』（法学書院）
- 『鬼検事』（法学書院） 等多数。